# Michael Livingston
Michael Kent Livingston (Denver, 21 de septiembre de 1948) es un deportista estadounidense que compitió en remo. Es hermano del también remero Cleve Livingston.
Participó en los Juegos Olímpicos de Múnich 1972, obteniendo una medalla de plata en la prueba de ocho con timonel.

## Palmarés internacional
| Juegos Olímpicos | Juegos Olímpicos | Juegos Olímpicos | Juegos Olímpicos |
| Año              | Lugar            | Medalla          | Prueba           |
| ---------------- | ---------------- | ---------------- | ---------------- |
| 1972             | Múnich (RFA)     | Medalla de plata | Ocho con timonel |